# Muriel Humphrey Brown
Muriel Fay Humphrey Brown, nata Buck (Huron, 20 febbraio 1912 – Minneapolis, 20 settembre 1998), è stata una politica statunitense, second lady degli Stati Uniti d'America sotto la presidenza di Lyndon B. Johnson dal 1965 al 1969 e successivamente senatrice per lo stato del Minnesota nel 1978.

## Biografia
Nata e cresciuta nel Dakota del Sud, durante il college Muriel Buck conobbe Hubert Humphrey, che sposò nel 1936. Gli Humphrey ebbero quattro figli e a metà degli anni cinquanta si stabilirono definitivamente nel Minnesota.
Negli anni successivi Hubert Humphrey divenne un importante esponente del Partito Democratico: fu dapprima sindaco di Minneapolis, poi fu eletto al Senato e successivamente si candidò alle primarie per le presidenziali del 1960. Fu in questa occasione che Muriel tenne pubblicamente dei discorsi per il marito nel Wisconsin. In occasione delle presidenziali del 1964, Humphrey fu scelto da Lyndon B. Johnson come suo vice e, quando il ticket si aggiudicò la vittoria, Hubert divenne il 38º vicepresidente e Muriel la second lady degli Stati Uniti d'America. In questa veste, Muriel si rese attiva in numerose cause sociali.
Quattro anni dopo, Humphrey ottenne la nomination democratica come candidato presidenziale alle elezioni del 1968, ma risultò sconfitto dal repubblicano Richard Nixon. Nonostante la sconfitta, Humphrey non interruppe la sua carriera politica e nel 1970 venne eletto nuovamente al Senato. Nel 1978 Hubert Humphrey morì per un carcinoma della vescica mentre era ancora in carica come senatore; l'allora governatore del Minnesota Rudy Perpich aveva il compito di nominare un sostituto provvisorio che occupasse il seggio fino a nuove elezioni e la sua scelta ricadde proprio su Muriel Humphrey. Divenne così la prima donna senatrice per lo stato del Minnesota, nonché la prima second lady ad approdare al Senato.
Muriel Humphrey restò in carica come senatrice da gennaio a novembre del 1978. Fu una partecipante attiva dei lavori parlamentari, sostenne l'Equal Rights Amendment e si occupò in particolare dei temi della salute mentale e della sindrome di Down, che le stava a cuore già da molti anni. Il Presidente Carter le chiese di candidarsi ufficialmente al Senato per completare o per terminare il mandato di Hubert Humphrey, ma dopo una profonda riflessione, la signora Humphrey declinò l'invito, sostenendo "È stata la cosa più impegnativa che io abbia mai fatto in tutta la mia vita". Rivendicò orgogliosamente le sue politiche liberal, sostenendo di aver adottato un approccio più progressista di quello del defunto marito.
Nel 1981 sposò l'amico d'infanzia Max Brown e da allora prese il nome di Muriel Humphrey Brown. I Brown restarono sposati per diciassette anni, fino alla morte di Muriel, avvenuta nel 1998 all'età di ottantasei anni.